# Puig d'Aulines
Puig d'Aulines är en bergstopp i Spanien.   Den ligger i provinsen Província de Girona och regionen Katalonien, i den östra delen av landet, 500 km öster om huvudstaden Madrid. Toppen på Puig d'Aulines är 878 meter över havet.
Terrängen runt Puig d'Aulines är lite bergig, och sluttar österut.Runt Puig d'Aulines är det ganska glesbefolkat, med 39 invånare per kvadratkilometer. Närmaste större samhälle är Olot, 7,7 km öster om Puig d'Aulines. I omgivningarna runt Puig d'Aulines växer i huvudsak blandskog.